# Ahmad al-Tifachi
Charaf al-din Abou al-ʿAbbās Aḥmad ibn Yūsuf al-Qaysī al-Tifachi ou Ahmad al-Tîfâshî (en arabe : أحمد التيفاشي), de son nom complet Ahmad ibn Yusuf al-Tīfāchī, né en 1184 à Tiffech à Souk Ahras en Algérie,,,) et décédé en 1253 au Caire, est un poète, écrivain et anthologiste d'origine arabe,,,de langue arabe. Il aurait principalement vécu à Tunis, au Caire et à Damas.
Né à l'époque almohade, il est aussi un célèbre géologue et musicologue musulman du Moyen Âge.

## Études géologiques
Il est mieux connu pour son lapidaire, le plus célèbre et le plus complet traité en arabe sur les minéraux à son époque. Afin de l'écrire, il voyage, notamment en Arménie, en Perse, au Turkménistan, en Inde, en Andalousie et en Mésopotamie. Il effectue des voyages sur place, en s'aidant de la connaissance des autochtones, pour dresser un tableau sur chaque pierre : il contient ses caractéristiques physico-chimiques, son prix dans le commerce, ses usages médicaux et magiques et quelques étymologies perses, en plus des endroits où on peut la trouver.
Il rassemble toutes ses données dont il réalise la classification dans un ouvrage qu'il intitule Azhar el afkar fi jawaher el ahdjar (Les Fleurs des idées sur les précieuses des pierres) ; cette classification, l'une des premières du genre, couvre 25 gemmes et minéraux avec beaucoup de détails. Il est conservé sous la forme de plusieurs copies manuscrites.

## Érotisme et musicologie
Réputé pour sa culture et son éducation, il a par ailleurs compilé une anthologie de douze chapitres de poésie arabe et de plaisanteries sur les pratiques sexuelles et érotiques, Les Délices des cœurs par les perceptions des cinq sens (سرور النفس بمدارك الحواس الخمس), faisant état à la fois de relations hétérosexuelles et de relations homosexuelles, avec toutefois une prédilection pour ces dernières, principalement pédérastiques. Une traduction française, d'après une copie en arabe conservée à Paris, est publiée entre 1971 et 1981 : Les Délices des cœurs par Ahmad al-Tifachi. Une traduction scolastique des sections homo-érotiques est également publiée en anglais : The Delight of Hearts — A Promenade of the Hearts — or What You Will Not Find In Any Book (1988).
Al-Tifachi rédige d'autres traités concernant l'hygiène sexuelle, dont une copie est conservée à la United States National Library of Medicine.
Il rédige enfin un traité en musique, intitulé Le Plaisir de faire écouter dans la science de l'audition (متعة الاسماع في علم السماع، في الموسيقى).